# Paolo Casiraghi
Paolo Casiraghi, nome d'arte di Paolo Calderoli (Bergamo, 9 febbraio 1972), è un attore, comico e cabarettista italiano.

## Biografia
Nipote del politico Roberto Calderoli, abbandona la carriera di dentista e studia per tre anni recitazione presso il Teatro della società di Lecco; studia inoltre dizione e recitazione con Edoardo Borioli. Inizia lavorando in alcuni documentari e poi in teatro.
Il suo primo ruolo in televisione è quello di Francesco Fumagalli nel 2003 nella soap opera Vivere. Nello stesso anno debutta al cinema con il film Il cuore altrove, diretto da Pupi Avati, con cui lavorerà in vari altri film quali La rivincita di Natale, La seconda notte di nozze e La cena per farli conoscere; ha recitato anche in Per non dimenticarti, diretto dalla figlia del regista Mariantonia Avati.
Nel 2006 interpreta il ruolo di Emilio Contri nella terza stagione della serie TV Orgoglio; sempre nello stesso anno è nel cast della versione estiva della soap Un posto al sole. Nel 2007 partecipa alla miniserie televisiva Giuseppe Moscati - L'amore che guarisce diretta da Giacomo Campiotti e in Il generale Dalla Chiesa, regia di Giorgio Capitani, dove interpreta il ruolo dell'avvocato milanese Gianni Tassi.
Tra il 2007 e il 2010 e dal 2014 interpreta il personaggio di Suor Nausicaa, una suora bergamasca appassionata di motociclismo, nella trasmissione comica Colorado. Le parabole raccontate da questo personaggio prendono ispirazione da quella di Tatanaele e Isappo, ideata da Leo Ortolani e pubblicata sull'albo 65 di Rat-Man Collection.

## Filmografia

### Cinema
- Il cuore altrove, regia di Pupi Avati (2003)
- In tram, regia di Filippo Soldi - Cortometraggio (2003)
- Il mio sangue ricadrà su di loro, regia di Aurelio Grimaldi (2003)
- La rivincita di Natale, regia di Pupi Avati (2004)
- La seconda notte di nozze, regia di Pupi Avati (2005)
- Amatemi, regia di Renato De Maria (2005)
- Nessun messaggio in segreteria, regia di Paolo Genovese e Luca Miniero (2005)
- Per non dimenticarti, regia di Mariantonia Avati (2006)
- La cena per farli conoscere, regia di Pupi Avati (2007)
- Tiramisù, regia di Fabio De Luigi (2016)
- Poveri ma ricchi, regia di Fausto Brizzi (2016)

### Televisione
- Vivere, registi vari  (2003)
- La squadra 5, registi vari - (2004)
- Carabinieri, regia di Raffaele Mertes e Sergio Martino (2006)
- Orgoglio 3, regia di Giorgio Serafini e Vincenzo Verdecchi (2006)
- Un posto al sole d'estate, registi vari (2006)
- Giuseppe Moscati - L'amore che guarisce, regia di Giacomo Campiotti (2007)
- Il generale Dalla Chiesa, regia di Giorgio Capitani (2007)
- Il bene e il male, regia di Giorgio Serafini (2009)
- Io e mio figlio - Nuove storie per il commissario Vivaldi, regia di Luciano Odorisio  (2009)
- All Stars, regia di Massimo Martelli (2010)
- Colorado (2008-2010; 2014- 2015)
- Zelig Off (2011)
- Zelig (2012-2013)
- Provato per voi (Italia 1) (2012)
- Don Matteo 9, episodio: "La scelta", regia di Luca Ribuoli (2014)
- Alex e Co 3 , regia di Claudio Norza (2017)